# Gonimbrasia rubrescens
Gonimbrasia rubrescens är en fjärilsart som beskrevs av Hans Rebel 1931. Gonimbrasia rubrescens ingår i släktet Gonimbrasia och familjen påfågelsspinnare. Inga underarter finns listade i Catalogue of Life.